# Komisja Działalności Podwodnej Polskiego Towarzystwa Turystyczno-Krajoznawczego
Komisja Działalności Podwodnej – statutowy organ PTTK zajmujący się nurkowaniem rekreacyjnym. KDP koordynuje działalność turystyczną i szkoleniową zrzeszonych klubów nurkowych, opracowuje programy szkolenia oraz nadzoruje stosowanie zasad bezpieczeństwa. Jako federacja narodowa jest członkiem CMAS i dzięki temu płetwonurkowie szkoleni w ramach KDP otrzymują międzynarodowe certyfikaty CMAS.
Komisja została utworzona w 1956 jako Komisja Turystyki Podwodnej PTTK, a zmiana nazwy na obecną nastąpiła w 1972. Pierwszym przewodniczącym został Antoni Beill. W 1957 roku w oparciu o bazę nurkową Marynarki Wojennej KDP zorganizowała pierwszy Ogólnopolski Kurs Instruktorów Nurkowania Swobodnego.
Do zakresu działania Komisji należą zagadnienia związane z realizacją celów i zadań PTTK w dziedzinie działalności podwodnej, a w szczególności fachowe doradztwo dla Zarządu Głównego PTTK, kształtowanie polityki w tej dziedzinie i koordynacja działalności klubów płetwonurków w Oddziałach PTTK. Statutowe zadania wypełniane są przez KDP poprzez nadzór nad przestrzeganiem zasad bezpieczeństwa, koordynację podwodnej działalności turystycznej i szkoleniowej w klubach i centrach nurkowych zarejestrowanych i afiliowanych w KDP PTTK, opracowywanie i unifikacja programów szkolenia, organizacja centralnych szkoleń instruktorskich, nadawanie uprawnień, certyfikatów międzynarodowych, propagowanie działalności podwodnej.
KDP/CMAS zrzesza ponad 230 klubów płetwonurkowych, ponad 370 instruktorów i ponad 100 certyfikowanych lekarzy klubowych KDP. Do tej pory KDP/CMAS wyszkolił ponad dwadzieścia tysięcy płetwonurków.

## Historia
W roku 1959 Józef Wierzbicki uczestniczył w założycielskim kongresie CMAS. Od tej pory Komisja jest członkiem CMAS, a absolwenci kursów szkoleniowych otrzymują Międzynarodowe Certyfikaty Wyszkolenia KDP/CMAS, certyfikaty uznawane na całym świecie.

## Stopnie Nurkowe i Instruktorskie KDP/CMAS

### Stopnie nurkowe
- Płetwonurek Młodzieżowy Brązowy KDP/CMAS (PMB) - uprawnia do nurkowania na głębokość do 2 m
- Płetwonurek Młodzieżowy Srebrny KDP/CMAS (PMS) - uprawnia do nurkowania na głębokość do 6 m
- Płetwonurek Młodzieżowy Złoty KDP/CMAS (PMZ) - uprawnia do nurkowania na głębokość do 12 m
- Płetwonurek KDP/CMAS * (P1) - uprawnia do nurkowania na głębokość do 20 m
- Płetwonurek KDP/CMAS ** (P2) - uprawnia do nurkowania na głębokość do 40 m
- Płetwonurek KDP/CMAS *** (P3) - uprawnia do nurkowania na głębokość do 50 m
- Płetwonurek KDP/CMAS **** (P4) - uprawnia do nurkowania na głębokość do 50 m

### Stopnie instruktorskie
- Instruktor KDP/CMAS * (M1)
- Instruktor KDP/CMAS ** (M2)
- Instruktor KDP/CMAS *** (M3)

### Specjalizacje i kursy
Po stopniu P1:
- Płetwonurek w zestawie butlowym (PZB)
- Płetwonurek w konfiguracji bocznej (sidemount) (PKB)
- Płetwonurek nocny (PNO)
- Płetwonurek nawigator (PNA)
- Płetwonurek nitroxowy (PN1)
- Płetwonurek archeolog (PA)
- Płetwonurek fotograf (PF1)
- Płetwonurek filmowiec (PFI)
- Płetwonurek w skafandrach suchych (PSS)
- Płetwonurek podlodowy (PPL)
- Płetwonurek wrakowo-morski (PWM)
- Płetwonurek ekolog (PEK)
- Płetwonurek w masce pełnotwarzowej (PMP)
- Patofizjologia nurkowania i pierwsza pomoc (PP)
- Przygotowywanie mieszanin oddechowych (GB) - także dla osób nie posiadających stopnia nurkowego
- Płetwonurek eksplorator (PE) - uprawnia do nurkowania na głębokość do 30m.
- Płetwonurek poszukiwacz - wydobywca (PPW) - specjalizacja dostępna po zdobyciu specjalizacji Płetwonurka eksploratora

Po stopniu P2:
- Zaawansowany płetwonurek nitroxowy (PN2)
- Płetwonurek "SCR" (PR)
- Płetwonurek jaskiniowy (PJ1)
- Zaawansowany płetwonurek jaskiniowy (PJ2)
- Płetwonurek ze skuterem (PS1)
- Zaawansowany płetwonurek ze skuterem (PS2)
- Płetwonurek fotograf 2 (PF2)
- Płetwonurek fotograf 3 (PF3)
- Płetwonurek trimixowy (PT1) - w zakresie trimixu normoksycznego. Uprawnia do nurkowania na głębokość do 65m.
- Zaawansowany płetwonurek trimixowy (PT2)
- Zaawansowany płetwonurek fotograf (PF2)

Po stopniu P3:
- Instruktor archeologii podwodnej (MA)
- Instruktor filmowania podwodnego (MFI)
- Instruktor fotografii podwodnej (MF1)
- Instruktor płetwonurka ekologa (MEK)

Po stopniu M1:
- Instruktor płetwonurka młodzieżowego (MPM)
- Instruktor nurkowania nocnego (MNO)
- Instruktor nurkowania wrakowo - morskiego (MWM)
- Instruktor nurkowania nawigacyjnego (MNA)
- Instruktor nurkowania w suchym skafandrze (MSS)
- Instruktor nurkowania podlodowego (MPL)
- Instruktor płetwonurka eksploratora (MPE)
- Instruktor nurkowania poszukiwawczo - wydobywczego (MPW)
- Instruktor nurkowania ze skuterem (MS1)
- Instruktor nurkowania w masce pełnotwarzowej (MMP)
- Instruktor fotografii podwodnej (MF1)
- Instruktor zaawansowanej fotografii podwodnej (MF2)
- Instruktor nurkowania nitroxowego (MN1)
- Instruktor nurkowania w zestawie butlowym (MZB)
- Instruktor nurkowania jaskiniowego (MJ1)
- Instruktor przygotowania mieszanin oddechowych (MGB)

Po stopniu M2:
- Instruktor zaawansowanego nurkowania ze skuterem (MS2)
- Instruktor zaawansowanego nurkowania nitroxowego (MN2)
- Instruktor zaawansowanego nurkowania jaskiniowego (MJ2)
- Instruktor nurkowania trimixowego (MT1)
- Instruktor zaawansowanego nurkowania trimixowego (MT2)
- Instruktor nurkowania z SCR (MR)